# Helga Wagner
Helga Wagner (* 27. Juli 1956 in Frankfurt am Main) ist eine deutsche Schwimmerin und Olympiateilnehmerin. Die 1,74 m große und 52 kg schwere Athletin startete für den 1. Frankfurter Schwimmclub EFSC.
Sie gewann drei Deutsche Meisterschaften:
- 400 m Freistil: 1975
- 800 m Freistil: 1975 und 1976

Bei den Olympischen Spielen 1972 in München startete sie über beide Strecken. Mit ihren Zeiten von 4:47,61 min bzw. 9:44,17 min war sie jedoch weit davon entfernt, unter die besten Acht zu kommen. Über 400 m Freistil hätte sie unter 4:32 Minuten und über 800 m Freistil unter 9:18 Minuten schwimmen müssen.